# 親愛的卵男日記
《親愛的卵男日記》（英語：Bao Bao），是一部於2018年上映的台灣愛情電影。由雷艾美、柯奐如、蔭山征彥、蔡力允、楊子儀領銜主演。曾獲104年度優良電影劇本獎。入選美國洛杉磯Outfest同志影展、台灣國際酷兒影展開幕片、香港同志影展閉幕片，並入圍亞太影展、西班牙巴塞隆納同志影展-正式競賽單元。2018年11月2日於台湾上映。

## 劇情
榕心與伴侶絜安在英國倫敦積極建立她們理想的家庭，兩人相遇一對男同志。榕心決定返鄉爭取自己的小孩，卻得面對傳統的包袱。

## 演員列表

### 主要演員
| 演員姓名 | 角色名稱            | 介紹                                                                                    |
| 雷艾美   | 方榕心（Cindy）     | 台英混血兒，五官輪廓立體，膚色白皙。擇善固執，不親近人群， 表面上有一股傲氣，內心柔軟。 |
| 柯奐如   | 許絜安（Joanne）    | 外表乾淨整齊，做事一絲不苟，掌控欲強烈。事務律師。                                      |
| 蔭山征彥 | 渡邊智久（Charles） | 日台混血，在日本出生長大，母親是桃園人，派駐台灣工作，中日英語皆流利。                  |
| 蔡力允   | 李顥廷（Tim）       | 留著小鬍渣，笑容靦腆。四年前在英國從事研究，結識榕心與絜安。                            |
| 楊子儀   | 楊太（阿太）        | 體格高壯，有著一臉招牌陽光笑容，和一顆赤子之心。警察。                                  |

### 其他演員
| 演員姓名 | 角色名稱 | 介紹 |
| 蘇明明   | 顥廷母親 |      |
| 朱永德   | 榕心父親 |      |
| 赫容     | 渡邊母親 |      |
| 魯文學   | 渡邊父親 |      |
| 錢君仲   | 楊太同事 |      |

## 獎項記錄

### 第58屆亞太影展
| 年份 | 獲提名         | 獎項         | 結果 |
| ---- | -------------- | ------------ | ---- |
| 2018 | 雷艾美         | 最佳新人獎   | 提名 |
| 2018 | 柯奐如         | 最佳女配角獎 | 提名 |
| 2018 | 親愛的卵男日記 | 評審團獎     | 提名 |

## 外部連結
- 親愛的卵男日記的Facebook專頁
- 互联网电影数据库（IMDb）上《親愛的卵男日記》的资料（英文）
- 開眼電影網上《親愛的卵男日記》的資料（繁體中文）
- 豆瓣电影上《親愛的卵男日記》的資料 （简体中文）